# Porophyllum ruderale
El papaloquelite o pápalo (del náhuatl papalotl, «mariposa» y quilitl, «quelite»), también conocido como quirquiña, quilquiña o killi (del quechua killkiña), cilantro boliviano, como rupay wachi en Perú,es una especie perteneciente a la familia de las asteráceas. Habita desde México hasta Sudamérica y forma parte de la comida tradicional mexicana y boliviana. Es aromática ya que posee glándulas de aceite translúcido.

## Clasificación y descripción
Es una planta herbácea de tallos y hojas lisas, aromática al estrujarse; tallos erectos, de 40 a 150 cm de alto, ramificados en la mitad superior; hojas opuestas en la porción inferior de la planta, las superiores alternas, en pecíolos de 1.5 a 4 cm de largo, láminas ovadas o semiredondos, de 3 a 5 cm de largo y 1 a 3 cm de ancho, ápice obtuso a ligeramente escotado, base redondeada a obtusa, margen sinuado a crenado, con glándulas oleíferas en los márgenes y en el ápice; cabezuelas solitarias, raramente agrupadas en cimas, terminales y en ramas axilares, en pedúnculos ensanchados hacia el ápice, de 2 a 5 cm de largo, desnudos; involucro fusiforme a ovoide, sus brácteas 5, lanceoladas, de 20 a 25 mm de largo y 2 a 5 mm de ancho, verdes, con el ápice de color púrpura, con glándulas lineares dispuestas en hileras; flores del disco 40 a 70, corolas de 14 a 20 mm de largo, verde-amarillentas a cafés; aquenios fusiformes, de 10 a 12 mm de largo, casi lisos o cubiertos de pelitos rígidos, negros; escamas de cerdas barbadas de 8 a 12 mm de largo, gris-amarillentas y a menudo moradas en ápice.
Sus hojas son utilizadas para sazonar y resaltar ensaladas y salsas picantes: se utiliza en los platos típicos principalmente para elaborar el picante llajwa. Su sabor es descrito como «algo entre rúcula, cilantro y ruda. Es comestible y es utilizada también en la sopa para un agradable sabor. En México es ampliamente consumida en una infinidad de platos, y sobre todo está comúnmente presente en los puestos de tacos y quesadillas de las calles de la ciudad. En Colombia en el departamento de Boyacá se le conoce como ochica y se utiliza para sazonar el mute, que es un tipo de sopa

## Distribución
Es originaria del continente americano. Con distribución desde el suroeste de Estados Unidos, México, Centroamérica hasta Perú, Bolivia y Argentina en Sudamérica. En México se localiza en Baja California Sur, Sonora, Sinaloa, Chihuahua, Coahuila, Nuevo León, Tamaulipas, Durango, Zacatecas, San Luis Potosí, Guanajuato, Querétaro, Nayarit, Jalisco, Michoacán, Edo. México, Morelos, Puebla, Veracruz, Guerrero, Oaxaca. Chiapas, Yucatán y Quitana Roo.
La planta crece de forma común en México, Bolivia, Perú, zonas del norte de Argentina, y otros países de Sudamérica.

## Ambiente
Habita en climas cálidos, semicalidos y templados entre los 50 y los 2700 m s. n. m. Cultivada en huertos familiares y en ocasiones asociada a bosques tropicales caducifolios, subcaducifolios, subperennifolios, perennifolios, bosques espinosos, bosques mesófilos de montaña, bosques de encino y de pino. Se le encuentra en áreas perturbadas en pastizal, matorral submontano y bosques tropicales caducifolios y en ocasiones como maleza ruderal.

## Estado de conservación
Una de las características de las plantas que pertenecen a la familia de las asteráceas es que muchas especies son cosmopólitas. No es el caso del papaloquelite, pero actualmente tiene una gran distribución en prácticamente todo el continente Americano. Situación por la cual no es una planta que se encuentre en peligro de extinción.

## Uso en la gastronomía
En México, el pápaloquelite es un ingrediente central en la elaboración de las cemitas, uno de los platillos distintivos de la gastronomía de Puebla.
En Bolivia se utiliza típicamente como ingrediente junto a tomates y locotos para preparar la llajwa.